# Khvicha Tsopurashvili
 (février 2024).
Pas d'image ? Cliquez ici

a Compétitions nationales et continentales officielles uniquement.

Dernière mise à jour le 12 novembre 2024.
Khvicha Tsopurashvili (en géorgien : ხვიჩა ცოფურაშვილი), né le 2 février 2000, est un joueur géorgien de rugby à XV. Il évolue au poste de pilier au sein du Rouen Normandie Rugby.